# Louise Reichardt
Louise Reichardt of Luise Reichardt (Berlijn, 11 april 1779 – Hamburg, 17 november 1826) was een Duits componiste en koordirigent. Haar Duitse liederen, die een stijl gelijkaardig aan de volksmuziek hanteren, waren populair. Reichardt was een invloedrijk figuur in het muzikale leven van Hamburg, de Duitse stad waar ze woonde vanaf 1809.

## Biografie

### Vroege leven
Reichardt werd geboren in Berlijn. Ze was de dochter van componisten Juliane Reichardt (1752–1783) en Johann Friedrich Reichardt (1752–1814). Ook was ze de kleindochter van Franz Benda (1709–1786). Haar grootvader en vader waren concertmeester en kapelmeester aan het hof van Frederik II van Pruisen. Na het overlijden van Juliane Reichardt verhuisde de familie naar Giebichenstein bij Halle. Louise kreeg muziekles van haar vader. In 1800 werden 4 van haar liederen gepubliceerd in een collectie van Johanns liederen. De Reichardt familie was bevriend met literaire figuren zoals Goethe, Ludwig Tieck, Novalis, Clemens Brentano en Achim von Arnim. Louise gebruikte veel van Arnims dichtkunst in haar liedcollecties.

### Hamburg
In 1809 verhuisde Reichardt naar Hamburg, waar ze studeerde bij Johann Frederich Clasing.. Ze gaf muziekles, leidde koren en componeerde. Reichardt deed geen beroep op het koningshuis of rijke patronaten om haar muziek ten gehore te brengen. Ze verbleef in Hamburg tot 1826. In deze periode schreef ze het merendeel van haar liederen. Ze bereikte een groot publiek doordat ze een toegankelijke, volkse stijl hanteerde. Ze combineerde herkenbare melodieën met eenvoudige pianobegeleidingen.
Reichardt was actief als koordirigente en stichtte een Gesangverein koorgemeenschap in Hamburg. Vanwege de toenmalige gendernormen was het haar niet toegestaan om haar koor publiekelijk te dirigeren. Desondanks deze beperking oefende Reichardt een grote invloed uit op het toenmalige muzikale leven van Hamburg dankzij haar composities, haar lesgevende activiteiten en het directiewerk dat zij achter de schermen uitvoerde. Ze vertaalde eveneens de Latijnse werken van Hasse en Graun in het Duits.

### Persoonlijk leven
Reichardts verloofde, Friedrich Eschen, overleed plotseling alvorens hun huwelijk kon plaatsvinden. Haar tweede echtgenoot onderging hetzelfde lot.

## Oeuvre
Een werkselectie:
- Giusto Amor
- Notturno
- Vanne felice rio (Metastasio) (1806)
- Bergmannslied (Novalis)
- Heimweh (toegewezen aan Wetzel)
- Die Blume der Blumen (Runge)
- Duettino (1802) (Brentano)  (2 tenors)
- From Des Knaben Wunderhorn: Hier liegt ein Spielmann begraben
- Betteley der Vögel